# Isla Netrani
Isla Netrani (también conocida como Isla Pigeon o Paloma) es una pequeña isla en la India, situada en el mar Arábigo. Está frente a la costa del estado de Karnataka. Situada aproximadamente a 10 millas náuticas (19 km) de la ciudad del templo de Murudeshwara. Además de las palomas, los otros habitantes de la isla son las cabras salvajes. Esta isla cuenta con algunos de los mejores sitios de buceo de fácil acceso desde el estado de Goa, Mumbai o Bangalore. Hay muchas tiendas de buceo de Goa que regularmente organizan expediciones de buceo a Netrani.